# Stranger of Paradise Final Fantasy Origin
Stranger of Paradise Final Fantasy Origin (ストレンジャー オブ パラダイス ファイナルファンタジー オリジン, Sutorenjā Obu Paradaisu Fainaru Fantajī Orijin) est un jeu vidéo de type action-RPG, ainsi qu'un titre dérivé de la franchise Final Fantasy, développé par la Team Ninja de Koei Tecmo, et publié par Square Enix, sorti le 18 mars 2022 sur les supports PlayStation 4, PlayStation 5, Xbox One, Xbox Series et Microsoft Windows en sortie mondiale. Révélé le 13 juin 2021 lors de la présentation numérique de Square Enix Presents à l'E3 de cette année-là, Stranger of Paradise suit Jack, Ash, Jed, Neon et Sophia dans leur quête pour vaincre le Chaos en tant que Guerriers de la Lumière,,.

## Système de jeu
Stranger of Paradise propose un système de combat intensif, dont on dit qu'il est "lié à l'histoire". Le joueur contrôle Jack, qui peut changer de job et s'équiper de 8 types d'armes différents. Il dispose d'une équipe composée de 3 personnages à la fois. L'équipement des membres du groupe peut être modifié et personnalisé,. En outre, les joueurs peuvent affronter des niveaux en multijoueur, avec jusqu'à 3 personnes, chacune contrôlant un membre différent du groupe.

### Système de jobs
Jack et ses compagnons peuvent changer de jobs, celui qui est contrôlé par le joueur pouvant passer d'un job à l'autre à la volée. Les job peuvent être améliorés en utilisant des points de job à travers un arbre de job.

### Écran de la carte et missions
La plupart des interactions dans le jeu commencent à partir de l'écran de la carte, qui permet au joueur de choisir les lieux à visiter, d'équiper ses personnages, d'accéder à la forge et d'effectuer l'action "Parler" avec les habitants de Cornelia. Cette action permet au groupe d'interagir avec les habitants de Cornelia, les conversations changeant en fonction de la mission en cours.
Le jeu est divisé en missions auxquelles on peut accéder depuis la carte du monde. Les lieux ont des missions d'histoire, encadrées par des cinématiques, et des missions secondaires qui donnent des objets supplémentaires et de l'expérience. Bien qu'elles utilisent les mêmes cartes et la même géométrie, les missions secondaires ont des rencontres d'ennemis remixées et des chemins différents.

## Trame
Se situant dans une version "dark fantasy" du monde du premier Final Fantasy, Jack et ses compagnons prétendent être des guerriers de la lumière, bien qu'ils nourrissent des doutes quant à leur place dans la prophétie.

### Cadre
Final Fantasy se déroule dans un monde fantastique sans nom, composé de trois grands continents. Les pouvoirs élémentaires du monde sont déterminés par l'état de quatre cristaux lumineux qui régissent chacun un des quatre éléments classiques : la terre, le feu, l'eau et le vent. Mais il ne s'agit pas du même monde que celui décrit dans le premier jeu Final Fantasy,. De plus, plusieurs endroits du monde sont basés sur des décors d'autres jeux Final Fantasy. Les journaux "Fool's Missives" dans la section Archives font référence à d'autres jeux de la série comme Dimensions.
- Temple du Chaos : un sanctuaire qui est apparu soudainement, envoyé d'un futur inconnu vers le présent. Basé sur le Sanctuaire du Chaos de Final Fantasy.
- Port Maritime de Pravoka : capturé par des pirates menés par le capitaine Bikke. Basé sur la Grotte d'érosion de Sastasha de Final Fantasy XIV.
- Le Fort Ouest : un ancien château marqué par la guerre, où réside le roi des elfes noirs, Astos. Basé sur le Château Palamecia de Final Fantasy II.
- Côte Illusoire : une terre dans laquelle il existe quelque chose qui peut causer des "distorsions" dans le monde, et propager les ténèbres. Basé sur la Côte de Sunleth de Final Fantasy XIII.
- Mirage de Cristal : une ancienne tour translucide au milieu d'une forêt. Basé sur la Tour de Cristal de Final Fantasy III.
- La Forteresse Volante : une forteresse très avancée dans les nuages, remplie d'engins mécaniques, qui abrite Tiamat. Basé sur la Tour de Babil de Final Fantasy IV.
- Bois maudits : une forêt dense enveloppée de miasmes. Basé sur la Forêt Maléfique de Final Fantasy IX.
- Mont Gulg : un volcan actif difficile à traverser, et qui abrite Marilith. Basé sur la Caverne de Feu de Final Fantasy VIII.
- Mont Sacré Immaculé : une montagne chargée de givre et sujette aux avalanches. Basé sur le Mont Gagazet de Final Fantasy X.
- Caverne Terra : ancien tombeau qui abrite une Liche. Basé sur la Tombe de Raithwall de Final Fantasy XII.
- Ruines Mécaniques : une installation mécanisée, abandonnée depuis longtemps, et toujours gardée par un Soul Cannon. Basé sur les Ruines Ronka de Final Fantasy V.
- Palais Englouti : un sanctuaire technologiquement avancé qui abrite Kraken. Basé sur le Réacteur Sous-Marin de Junon de Final Fantasy VII.
- Tour des Anciens : une tour blanche remplie de mécanismes à pièges. Basé sur la Tour de Delkfutt de Final Fantasy XI.
- Citadelle des Vigiles : une tour à deux têtes de conception moderne. Basée sur la Citadelle de Final Fantasy XV.
- Continent Obscur : un paysage rempli d'îles flottantes, de monstres et de pièges. Basé sur le Continent Flottant de Final Fantasy VI.

### Synopsis
Les quatre monstres ont pris le contrôle des cristaux au cours de quatre siècles, et leur lumière déclinante a entraîné le déclin du monde. À un moment indéterminé, le sage Lukahn parle d'une prophétie concernant quatre "guerriers de la lumière", qui sauveront le monde pendant une période de ténèbres.
Trois des guerriers de la lumière - Jack, Ash et Jed - arrivent au royaume de Cornelia, chacun portant un cristal obscurci de chaque élément. Ils proposent leurs services au roi de Cornelia pour tuer la source qui ronge le monde : le Chaos. Avant de partir, les guerriers sont approchés par la princesse du royaume, Sarah, pour retrouver un chevalier cornélien disparu, Garland. Ils rencontrent une personne correspondant à la description de Garland au sanctuaire du Chaos, qui se révèle être un autre Guerrier de la Lumière nommé Neon qui a perdu ses camarades et rejoint le groupe de Jack.
Les quatre guerriers de la lumière se rendent à l'est de Pravoka pour obtenir du maire les détails de leur mission, mais ils finissent par libérer la ville d'une bande de pirates qui les emmènent dans la demeure de l'elfe noir Astos pour obtenir les réponses qu'ils cherchent.

### Personnages

#### Groupe de Jack
- Jack, le personnage du joueur, dont le but est de tuer Chaos ; il porte un orbe de cristal obscurci qui résonne avec ceux qui en possèdent.
- Ash, un des compagnons de Jack, qui porte également un orbe de cristal. Son tempérament calme et réfléchi fait de lui le point de repère de l'équipe. Il est conscient des excellentes aptitudes de Jack pour le combat et lui fait confiance.
- Jed, un des compagnons de Jack, qui porte également un orbe de cristal. Gentil et insouciant, il est tout aussi capable qu'Ash. Admire Jack et ses pouvoirs.
- Néon, un des compagnons de Jack, qui porte également un orbe de cristal. Les aptitudes au combat de la benjamine de l'équipe n'ont rien à envier à celles de ses camarades. Elle soutient que Chaos n'existe pas, ce qui crée des tensions avec Jack.
- Sophia, une guerrière, qui se joint à Jack et ses amis dans leur aventure, mue par la même conviction inébranlable : ils doivent à tout prix vaincre Chaos.

#### PNJ
- Garland, un chevalier qui s'est rendu au Temple du Chaos avant le groupe de Jack, avec le même objectif qu'eux, et qui prétend maintenant être devenu Chaos.
- Le Roi de Cornélia, qui confie au groupe de Jack le soin de vaincre Chaos.
- La Reine Jayne de Cornélia, qui se soucie beaucoup de ses enfants et des habitants de son royaume.
- Princesse Sarah, la princesse héritière de Cornélia. Une personne agréable et populaire auprès des habitants de Cornélia qui se mêle aussi à eux incognito, par exemple lorsqu'elle joue du luth. Était amoureuse de Jack.
- Mia, la petite sœur de Sarah.
- Bikke, un capitaine pirate qui a pris le pouvoir de Pravoka.
- Astos, le roi des elfes noirs, qui a installé sa cour au Fort Ouest. L'on raconte qu'il sait où se trouvent les cristaux. Malgré sa beauté certaine, il exsude un air de pestilence. Il semble être au courant pour Jack et ses compagnons.
- Les Luféniens, un peuple mystérieux avec lequel Jack se voit discuter dans les fragments de souvenirs qui lui reviennent. Les paroles et les actions de ce peuple vêtu d'étranges habits ne trahissent pas la moindre émotion.

#### Démons
- Chaos, un être qui tient plus du mythe que de la créature. Son existence alimente la quête de Jack.
- Liche, le démon de la Terre. Il est capable de lancer des sorts ou des attaques qui infligent des maladies d'état. C'est un adversaire rusé qui peut infliger une malédiction, qui réduit la limite supérieure de la jauge de rupture, ou invoquer des squelettes.
- Kraken, le démon de l'eau. Kraken attaque férocement avec de longs tentacules et des attaques frénétiques. Il utilise des capacités qui volent les améliorations et des attaques à base d'eau qui utilisent l'environnement.
- Tiamat, le démon du vent. Utilise ses longs cous et sa queue pour attaquer directement, ainsi que Lames de vent et Tourbillon, des attaques élémentaires de vent. Peut également utiliser Macroexplosion, qui est une attaque particulièrement puissante au cours de laquelle le souffle de Tiamat émane de ses nombreuses bouches.
- Malyris, le démon du feu. Elle lance un barrage d'attaques avec ses six bras et déconcerte Jack et ses alliés par ses gestes rapides, comme lorsqu'elle abat sa longue queue sur le sol. Évitez à tout prix son attaque "Regard pétrifiant".

### Distribution des voix
| Personnage      | Japonais         | Anglais                |
| --------------- | ---------------- | ---------------------- |
| Jack Garland    | Kenjiro Tsuda    | Mocean Melvin          |
| Ash             | Atsushi Miyauchi | Mark Neely             |
| Jed             | Yusuke Suda      | Alejandro Saab         |
| Néon            | Kana Okazaki     | Alejandra Reynoso      |
| Sophia          | Mayumi Asano     | Laura Post             |
| Princesse Sarah | Yume Miyamoto    | Cherami Leigh          |
| Roi de Cornélia | Mugihito         | Fred Tatasciore        |
| Reine Jayne     | Miyuki Ichijou   | Mary Elizabeth McGlynn |
| Ministre Lagone | Akio Harose      | Tom Taylorson          |
| Mia             | Natsuki Inaba    | Isabella Crovetti      |
| Astos           | Yoji Ueda        | Todd Haberkorn         |
| Bikke           | Kousuke Goto     | Jake Eberle            |
| Luféniens       | Kimiko Saito     | Mari Weiss             |
| Chaos           | Koji Ishii       | Christopher Sabat      |

## Développement
Tetsuya Nomura a eu l'idée de Stranger of Paradise, un jeu d'action où l'on conquiert des donjons, à peu près au moment de la sortie de Dissidia 012: Final Fantasy, et a associé ce concept à une série de jeux Final Fantasy qu'il imaginait et qui étaient centrés sur "l'histoire d'un homme en colère", à savoir Garland du premier Final Fantasy. Nomura a considéré comme un défi de trouver un juste milieu pour le titre, entre "mature" et "élégant",.
À l'époque où Stranger of Paradise a été conçu, Dissidia Final Fantasy NT était en cours de développement, en collaboration avec Team Ninja. En raison de leur pédigrée dans les jeux d'action, l'équipe de Square Enix a cherché à collaborer à nouveau avec eux pour ce titre.
Au cours du développement, l'équipe ne savait pas si elle devait permettre aux joueurs de diriger les membres de l'équipe et d'influencer leur évolution, mais elle a pris cette décision en fonction des commentaires de la démo,. L'équipe de développement avait envisagé de ne faire participer que Jack aux combats, mais cette idée a été rejetée car elle estimait que le concept de groupe faisait partie intégrante de la série Final Fantasy,. Le jeu lui-même peut être joué en mode multijoueur coopératif en ligne, les autres joueurs pouvant prendre le contrôle des compagnons. Cela a été fait dans le but d'équilibrer le jeu pour les personnes qui ne jouent pas régulièrement à des jeux d'action, en leur permettant de faire équipe pour diminuer la difficulté du jeu.
L'équipe s'est efforcée de faire du jeu un "authentique Final Fantasy", en veillant à ce que le vocabulaire et les systèmes correspondent à ce qui avait été établi précédemment, tout en constatant que les différences font partie de ce qui donne à chaque titre son identité. Le directeur du jeu, Daisuke Inoue, s'est fait dire par divers développeurs ayant travaillé sur des titres Final Fantasy plus anciens que la volonté de prendre de nouvelles idées caractérisait la série Final Fantasy. Lorsqu'elle a réfléchi aux différents lieux à explorer, l'équipe s'est inspirée d'autres titres Final Fantasy et a ajouté des zones issues de plusieurs jeux, mais adaptées à leur cadre d'origine pour s'adapter au ton du jeu.
Bien que le jeu incorpore les mêmes décors que le premier Final Fantasy et même des éléments du scénario, ainsi qu'en regardant le mot "Origin", il ne s'agit pas d'une suite directe, ni même d'une préquelle du premier Final Fantasy, mais est plutôt une réinterprétation. Selon Nomura, « Stranger of Paradise ne continuera pas l'histoire du premier jeu, mais plutôt s'en inspirera pour en faire une nouvelle histoire ». Il précise également que le nom fait référence à Jack et ses compagnons qui se retrouvent dans le monde du premier Final Fantasy en tant qu'étrangers. Le directeur de Stranger of Paradise, Daisuke Inoue, ajoute que si le titre peut être interprété littéralement dans le sens où Jack et ses amis sont des étrangers dans une nouvelle contrée, on peut aussi le voir comme "ceux qui n'ont pas leur place au paradis",.
À la suite des retours de la première version d'essai, l'équipe s'est concentrée sur l'amélioration de certains aspects du jeu, notamment les améliorations graphiques, l'amélioration de l'éclairage, les ajustements de combat et de difficulté, l'amélioration de l'IA et la cohérence de la fréquence d'images.
Le codirecteur du jeu, Daisuke Inoue, nous apprend à un mois de la sortie que les classes ont été remodelées pour correspondre au côté action du titre, tout en conservant leur essence. Il indique également que certains jobs ont été créés spécialement pour le jeu : Le Briseur, le Chevalier du Néant et le Tyran font partie de ces classes inédites. Daisuke explique le procédé de création de nouvelles classes : réfléchir à un style de jeu, puis de créer un job correspondant, qui est à l'opposé du raisonnement quant à l'intégration des classes existantes dans le jeu : réfléchir aux armes à intégrer dans le jeu, puis réfléchir aux jobs et actions à réaliser avec ces armes.

## Versions de démonstration et sortie du jeu
Une version d'essai du jeu est sortie le même jour que lors de l'annonce, en exclusivité sur PlayStation 5. Cependant, la démo était " corrompue et injouable " au moment de la sortie, Square Enix promettant de résoudre le problème. Deux jours plus tard, le problème a été résolu par un patch et la durée de la démo a été prolongée pour compenser.
Une deuxième démo à durée limitée est sortie en octobre de la même année pour la PlayStation 5 et la Xbox Series XS. Elle a été publiée en même temps que d'autres avant-premières du jeu, accompagnées d'une nouvelle bande-annonce au salon TGS et d'une date de sortie.
Une troisième et dernière démo est sortie le 9 mars 2022 sur PlayStation 4, PlayStation 5, Xbox One et Xbox Series XS. Cette démo est une première partie du jeu complet, jusqu'au Fort Ouest, dont les données de sauvegarde sont conservées dans la version finale.
Le jeu est sorti le 18 mars 2022, en formats physique et numérique, sauf sur PC, où il est sorti exclusivement en numérique sur l'Epic Games Store. De plus, une édition Digital Deluxe du jeu a été lancée le même jour et comprend l'accès à un artbook numérique, une mini bande-sonore numérique et l'accès au Season Pass, comprenant les DLC à venir Trials of the Dragon King, Wanderer of the Rift et Different Future. En précommandant l'une ou l'autre des éditions numériques, le joueur bénéficie d'un accès anticipé au jeu ainsi que de l'arme Braveheart et du Bouclier lustré. Tous les achats sont également éligibles pour obtenir l'arme Rebellion en bonus d'achat anticipé.
La première extension, L'épreuve de Bahamut, le roi des dragons, est prévue pour le 20 juillet 2022, et comprendra une suite de l'histoire du jeu de base, ainsi que 3 nouveaux jobs, un nouveau type d'arme et l'introduction d'accessoires comme équipement. Il comprendra également un nouveau mode de difficulté : Bahamut,.
La deuxième extension, Gilgamesh, le vagabond des dimensions, est prévue pour le 26 Octobre 2022, et sera principalement centré sur le personnage de Gilgamesh. Un nouveau lieu sera également disponible, le Labyrinthe des Dimensions, où le joueur pourra combattre de nouveaux ennemis nommés Chaotic Monsters
grâce à une toute nouvelle classe Mage Bleu. Le joueur pourra également faire appel aux invocations pour combattre les ennemis. D'autres nouveautés sont également de la partie, comme un nouveau mode de difficulté : Gilgamesh, un nouvel objet, les cloches de monstre, une nouvelle capacité de commande : Briseur de dimensions et enfin un nouveau type de forgeron : Le forgeron Tonberry.

## Accueil critique
Dès la sortie de sa bande-annonce de révélation, Stranger of Paradise a fait l'objet de moqueries pour ses dialogues, notamment la répétition du mot "Chaos", les publications qualifiant son ton de "super-edgy", de "niais", et également de "chaotique".
Apparemment en réponse aux moqueries, la deuxième bande-annonce a pris ses distances par rapport à l'utilisation du mot "Chaos" dans la version anglaise. Le producteur Jin Fujiwara a mentionné dans une interview que l'équipe n'était pas particulièrement satisfaite de l'accueil initial, citant le mystère initial comme l'une des raisons pour lesquelles le mot a été autant répété. Malgré cela, le jeu a fait l'objet de moqueries supplémentaires pour une scène de la deuxième démo, les publications comparant l'attitude de Jack à "un enfant têtu qui ne veut pas écouter sa mère" et "le comportement d'un "adolescent lunatique", alors que d'autres espéraient que le jeu était "dans la blague" et "conscient de lui-même". Certains trouvent également que Jack est neuneu, a une virilité toxique et s'agacent du fait que les personnages surjouent constamment. Malgré le ton, la démo du jeu a été généralement louée pour ses options de combat et sa portée.